# Aeroportul Choiseul Bay
Aeroportul Choiseul Bay (IATA: CHY, ICAO: AGGC) este un aeroport din Choiseul Province⁠(d), Insulele Solomon.
Situat la o altitudine de 9 m, aeroportul dispune de o singură pistă.